# Sinistralité
Pour l’article homonyme, voir Gaucherie.
Le taux de sinistralité, ou simplement sinistralité, est une notion de gestion du risque et d'assurance (pour l'assureur c'est un ratio financier entre le montant des sinistres à dédommager et celui des primes encaissées). Dans ce domaine, en principe ce taux doit être inférieur à 1, pour couvrir les coûts de gestion et assurer une bonne rentabilité, elle-même gage de solvabilité des compagnies d'assurance, qu'elles soient mutualistes ou cotées en bourse.
Dans le domaine médical, il est aussi un indicateur de performance et de résultat, ou permet de détecter des signaux faibles (risques émergents). Il peut concerner un domaine médical, une branche spécifique de la médecine, un hôpital ou une pathologie (hallux valgus par exemple).

## Éléments de définition
Dans le droit des assurances en France, le terme « sinistre » est défini, de manière générale, comme toute circonstance prévue au contrat d’assurance, comme le vol, l’incendie, le décès du souscripteur ou d’un tiers, un naufrage, ou un dégât des eaux, dont la survenance génère pour la compagnie d’assurances l’obligation d’exécuter la prestation convenue.
Mais, chaque sinistre, dans chaque type d’assurance, répond aussi à sa propre définition. Ainsi en matière d’assurance de responsabilité civile, l’article L. 124-1-1 du Code des assurances dit que « constitue un sinistre tout dommage ou ensemble de dommages causés à des tiers, engageant la responsabilité de l’assuré, résultant d’un fait dommageable et ayant donné lieu à une ou plusieurs réclamations ».
Un sinistre est donc la réalisation d’une circonstance ou un évènement non souhaités, mais envisagée par le contrat d’assurance, et susceptible d’entraîner la prise en charge financière du dommage par l’assureur ; « La définition du sinistre est fonction des risques couverts: la survenance d’un incendie entraînant des dommages constitue un sinistre; la réclamation du tiers en assurance responsabilité civile constitue un sinistre ».
À noter que de nouvelles techniques ou technologies peuvent engendrer de nouveaux types de sinistres ; par exemple avec l'informatique et un sinistre correspondant au cas de perte de données dans le Cloud.

## Quelques chiffres
Selon le ministère de la Transition écologique et de la Cohésion des territoires, la France recenserait le plus de catastrophes naturelles parmi les 26 États européens. Le site CATNAT contient un tableau de bord annuel des grandes catastrophes naturelles survenues en France et dans le monde.

## Facteurs de sinistralité
La sinistralité est liée à divers types d'aléas d'origine humaine et/ou naturelle (ex. : inondations, immersions, tsunamis, mouvement de terrain et retrait-gonflement des argiles, séismes, avalanches, éruptions, incendies, explosions, cyclones, tornades et trombes, tempêtes, foudre, grêle, froid et neige, canicules, sécheresses, intempéries, évènements extra-terrestres, dont éruptions solaires, dégât sur satellite ou station orbitale par collision avec des météores ou des déchets en orbite). Elle est aussi influencée par de nombreux facteurs qui sont notamment socio-économiques, démographiques, sanitaires, comportementaux, technologiques, politiques et réglementaires, etc.
Des facteurs favorisants, contextuels, existent, avec par exemple la crise économique de 2008 qui a en France selon le SMABTP été suivie dans le domaine du BTP d'une très forte augmentation de la sinistralité (et des constats ou poursuites pour défaut de qualité).

## Dans le domaine des assurances
Les compagnies d'assurance suivent de près ce taux, tout en analysant rétrospectivement et prospectivement l'évolution  des facteurs de sinistralité.
Ce suivi statistique et ces analyses servent aux compagnies à :
- aménager leurs tarifs de primes ;
- ajuster leurs provisions techniques qui sont des sommes mises en réserve pour faire face aux risques des contrats en cours ;
- adapter les clauses de contrat, par exemple pour maîtriser l'aléa moral ;
- promouvoir la prévention ;
- définir leur politique de réassurance ;
- voire déterminer le risque assurable.